# Élodie Durand
Élodie Durand (née en 1976 à Tours, Indre-et-Loire) est une dessinatrice et scénariste de bande dessinée française.

## Biographie
Après avoir fait une licence d’arts plastiques à Université Paris-VIII, elle se remet à des études à l'École supérieure des arts décoratifs de Strasbourg, où elle suit les cours d'illustration de Claude Lapointe, Christian Heinrich et Béhé pour obtenir en 2003 le DNSEP Communication « illustration ».
Elle travaille d'abord pour la presse enfantine et l'édition jeunesse (Actes Sud, Milan, Bayard…) : récits, petits ouvrages philosophiques, documentaires.
Elle publie ensuite ses premières histoires en bande dessinée : « Préavis », dans Canicule (association Institut Pacôme) ; « Les Moitiés », dans Pommes d'amour - 7 Love Stories chez Delcourt, Mirages, avec Paz Boïra, Verena Braun, claire Lenkova, Ulli Lust, Laureline Michon, Barbara Yelin, 
En 2006, elle bénéficie d'une résidence de quelques mois à la maison des auteurs de la Cité internationale de la bande dessinée et de l'image d'Angoulême où elle écrit un premier récit pour adultes.
Pour son album paru en 2010 La Parenthèse, elle obtient plusieurs prix, dont le Prix révélation du festival d'Angoulême 2011.
Aujourd’hui, elle est un des membres de l’Atelier du 22 novembre à Strasbourg avec trois graphistes et deux illustrateurs.

## Œuvres
Albums illustrés
- Thomas Scotto, La vie de papa, mode d'emploi, coll. Roman Benjamin, Actes Sud Junior, 2009  (ISBN 2-7427-8233-8)
- Emily Jenkins, Pas si méchants !, (trad. Marie Cambolieu), Albums Milan,  (ISBN 978-2-7459-4314-9)
- Cathy Ribeiro, Grognon sur le toit, Actes Sud, 2011  (ISBN 978-2-7427-9417-1)
- Cécile Jugla, Virginie Guérin, Catherine Chardonnay, Ma petite encyclopédie 3-6 ans : avec 7 grandes images à déplier,
- Gwénaëlle Boulet, Raconte-moi Jésus, Bayard
- Olivier Ka, Y'a pas plus grognon qu'un fantôme !, Éditions Magnard.
- 40 contes pour les tout-petits Éditions Lito
- Le monde les autres et moi, Album philo, 2008, Éditions Bayard jeunesse  (ISBN 978-2-7470-2660-4)
- Mon premier Larousse des c’est quoi ?, Album philo, Éditions Larousse
- Ma petite encyclopédie Dokéo Documentaire, Édition Nathan
- Pierre de Ronsard, les poèmes en BD, Recueil, Éditions Petit à Petit
- Visite à la ferme (avec Alain Pichlak), Éditions de la Martinière, 2012 (Collection Les mots passe-passe)  (ISBN 978-2-7324-4834-3)
- Un jour à la maison  (avec Alain Pichlak), Éditions de la Martinière, 2012 (Collection Les mots passe-passe)  (ISBN 978-2-7324-4835-0)
- Felix de Berlin (avec Anke Feuchter), Abc Melody, 2012 (Collection Documentaires)  (ISBN 978-2-916947-80-8)

Mallette pédagogique
- Millemots, mallette pédagogique scolaire pour les maternelles (posters, images séquentielles, jeux), Éditions Sed

Bandes dessinées
- « Préavis », dans l'album collectif Canicule (association Institut Pacôme) ;
- « Les Moitiés », dans l'album collectif Pommes d'amour - 7 Love Stories chez Delcourt, collection Mirages
- La Parenthèse, chez Delcourt, collection Encrages,  (ISBN 978-2-7560-1703-7) [N 1]
- Wonder, scénario de François Bégaudeau, Delcourt, collection Mirages, 2016
- « Transitions, journal d’Anne Marbot », Éditions Delcourt, 2021. Traduction 2023 aux Etats-Unis chez Top Shelf  « Transitions a mother’s journey ».
- « Un monde si grand» en collaboration avec Séverine Vidal, chez Bayard graphic, 2023.

## Prix et distinctions
- La Parenthèse (2010) :
  - Prix Nouvelle République 2010 du festival BD Boum de Blois[3]
  - Festival d'Angoulême 2011
    - le Prix révélation[2]
    - le prix des lecteurs de Libération ;
    - le Prix de la meilleure bande dessinée francophone du Festival d'Angoulême : le choix polonais décerné à Cracovie